# روبرتو درلین
روبرتو درلین (انگلیسی: Roberto Derlin; ۱۷ ژوئیهٔ ۱۹۴۲ – ۴ ژوئن ۲۰۲۱) بازیکن فوتبال اهل ایتالیا بود.
از باشگاه‌هایی که در آن بازی کرده‌است می‌توان به باشگاه فوتبال جنوآ، باشگاه فوتبال کومو، باشگاه فوتبال اسپتزیا، و باشگاه فوتبال ویچنزا اشاره کرد.